# Harry-Fischer-Liste

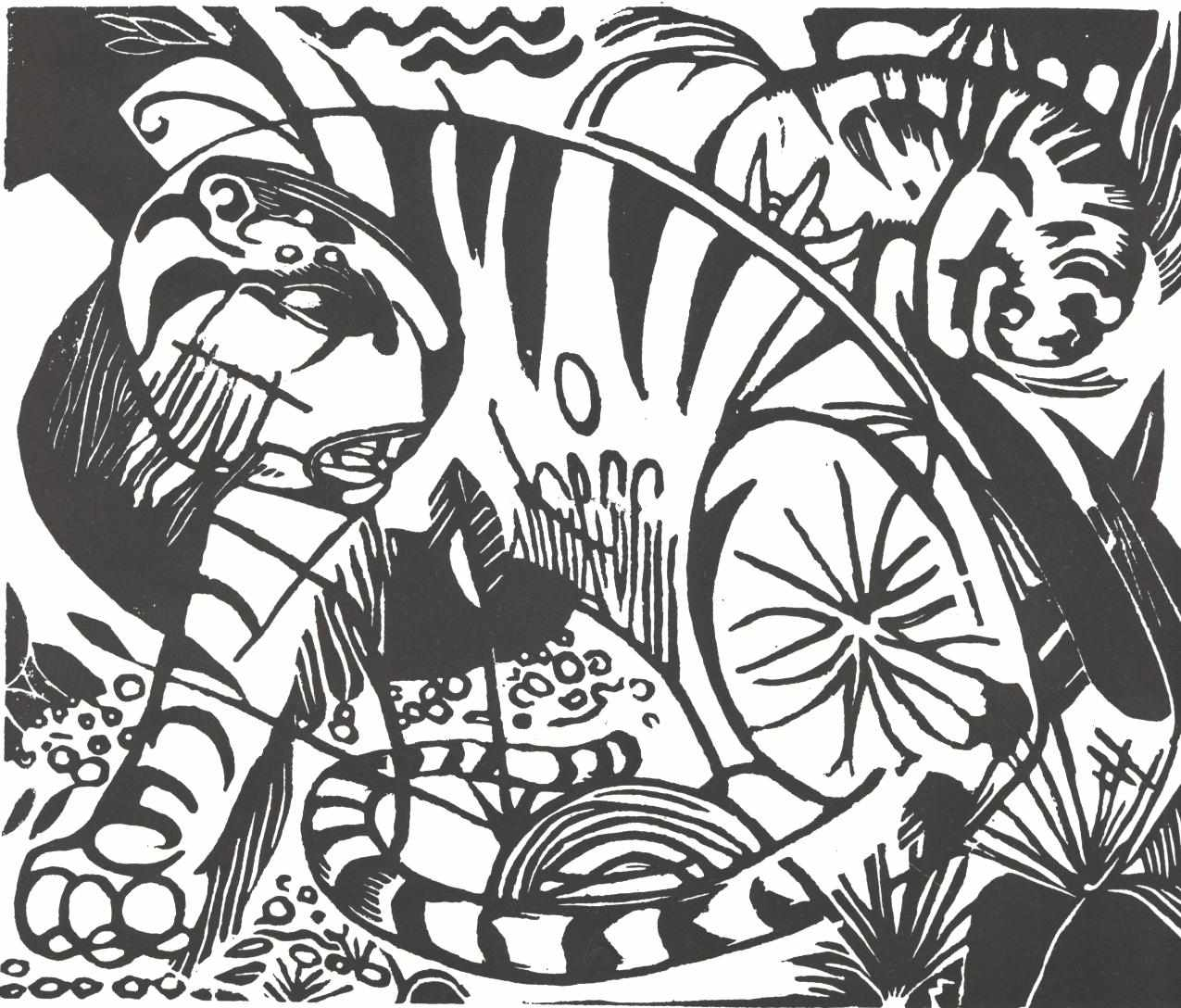
Franz Marc: Der Tiger, Holzschnitt, beschlagnahmt (Beschlagnahmenummer 14753) aus der Bielefelder Kunsthalle, von Böhmer für 1 USD erworben

Die Harry-Fischer-Liste ist ein Inventarverzeichnis der von den Nationalsozialisten aus Deutschen Museen und Kunstsammlungen beschlagnahmten Kunstwerke, die im Sinne der nationalsozialistischen Kunst- und Schönheitsvorstellungen unter die Kategorie „Entartete Kunst“ fielen. Sie ist allerdings kein Verzeichnis von Raubkunst im engeren Sinne. Die Beschlagnahmung erfolgte aufgrund eines Führererlasses und dem „Gesetz über Einziehung von Erzeugnissen entarteter Kunst“. Mit der Leitung der Beschlagnahmungsaktion beauftragt wurde Adolf Ziegler, der eine entsprechende Kommission bildete. Nach Abschluss der Beschlagnahmungen wurde der Jurist und Kunsthistoriker Rolf Hetsch mit der systematischen Katalogisierung beauftragt.
Das Verzeichnis trägt den Namen nach dem gebürtigen Wiener Buch- und Kunsthändler Harry Fischer, der Besitzer eines vollständigen Exemplars dieser Liste, nach Einschätzung des Victoria and Albert Museums, seit Ende der 1960er Jahre, war. Wie sie in seinen Besitz kam, ist bis heute ungeklärt. Seine Witwe Elfriede Fischer vermachte dieses Exemplar 1996 dem Victoria and Albert Museum in London. Die dem Museum überlassene Ausgabe umfasst 482 Seiten, inklusive Deck- und Leerblätter, in zwei Bänden. Die Bände enthalten insgesamt 16.558 Inventarnummern. Da aber unter einigen Inventarnummern auch Konvolute aufgeführt werden, ist die Zahl der tatsächlich beschlagnahmten Werke wesentlich höher. Das Verzeichnis ordnet nach Ort, Sammlung, Künstler und Name des Kunstwerks und enthält weitere Informationen in Bezug auf Technik, Verwendung oder Verkauf. Band 1 umfasst die Orte Aachen bis Görlitz. Band 2 umfasst die Orte Göttingen bis Zwickau und existiert nur als Harry-Fischer-Liste. Vom ersten Band sind zwei weitere Kopien bekannt. Beide Kopien befinden sich im Bundesarchiv unter den Inventarnummern R55/20744 und R55/20745. Mindestens eine Kopie, die im Bundesarchiv gelagert ist, ist nicht identisch mit der Harry-Fischer-Liste. Die Herausgeber der Harry-Fischer-Liste im V&A Museum verweisen auf ein mögliches drittes Verzeichnis, zu dem Paul Ortwin Rave Zugang hatte und auf das er in seinem Werk Kunstdiktatur im Dritten Reich verweist.

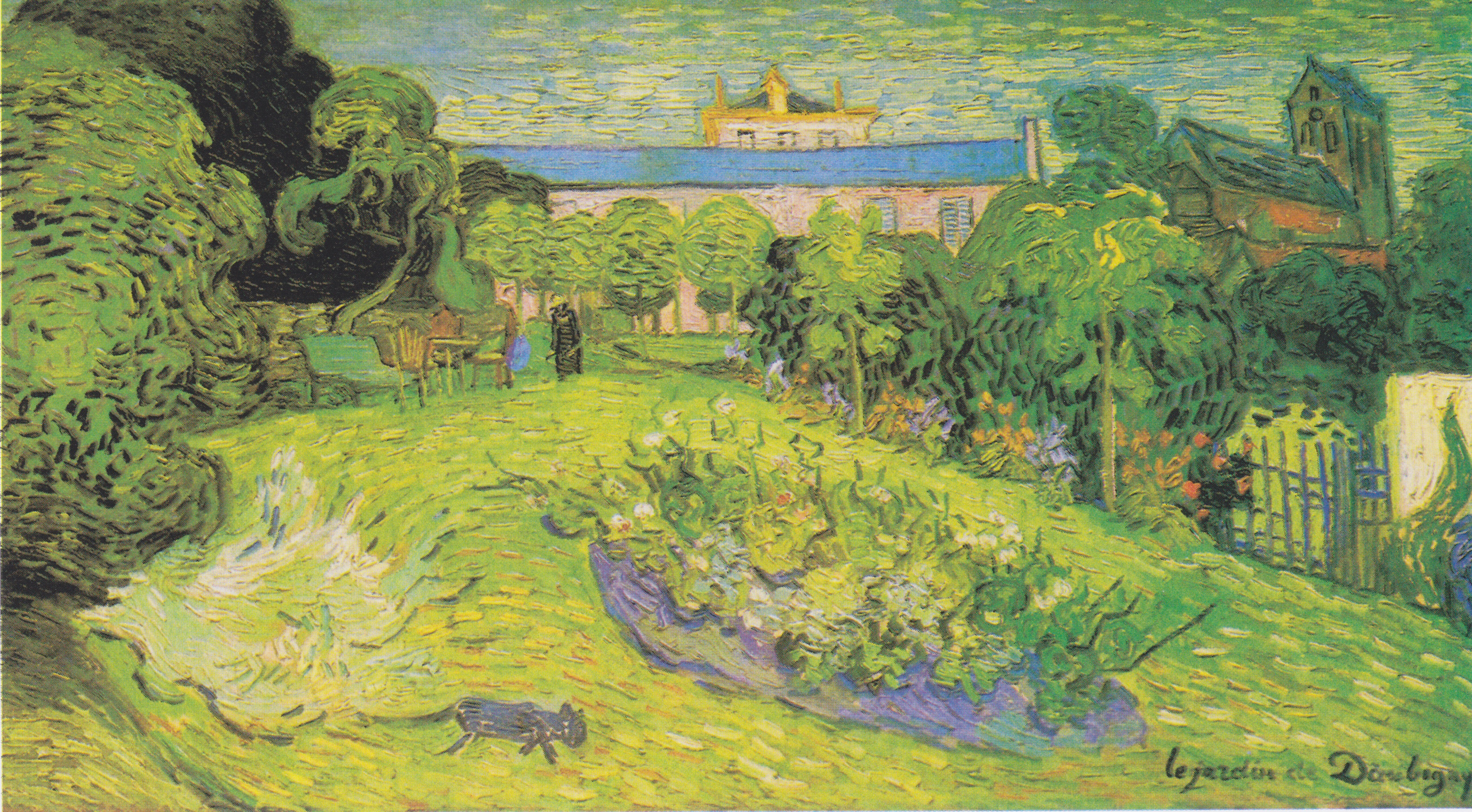
Van Gogh: Der Garten von Daubigny, von Hermann Göring für 150.000 RM erworben

## Bedeutung
Unter dem Eindruck des Schwabinger Kunstfundes stellte das Victoria and Albert Museum im Januar 2014 die Harry-Fischer-Liste unter freier Lizenz online und ist somit die einzige als Faksimile öffentlich zugängliche und nahezu vollständige Inventarliste der beschlagnahmten Werke „Entarteter Kunst“. Sie ist auch die Grundlage für das online abrufbare Beschlagnahmeinventar der Forschungsstelle „Entartete Kunst“, Kunsthistorisches Institut der Freien Universität Berlin. Dieses Online-Inventarverzeichnis liefert für die Suche nach Künstlern und Kunstwerken, sofern vorhanden, auch die Abbildungen.

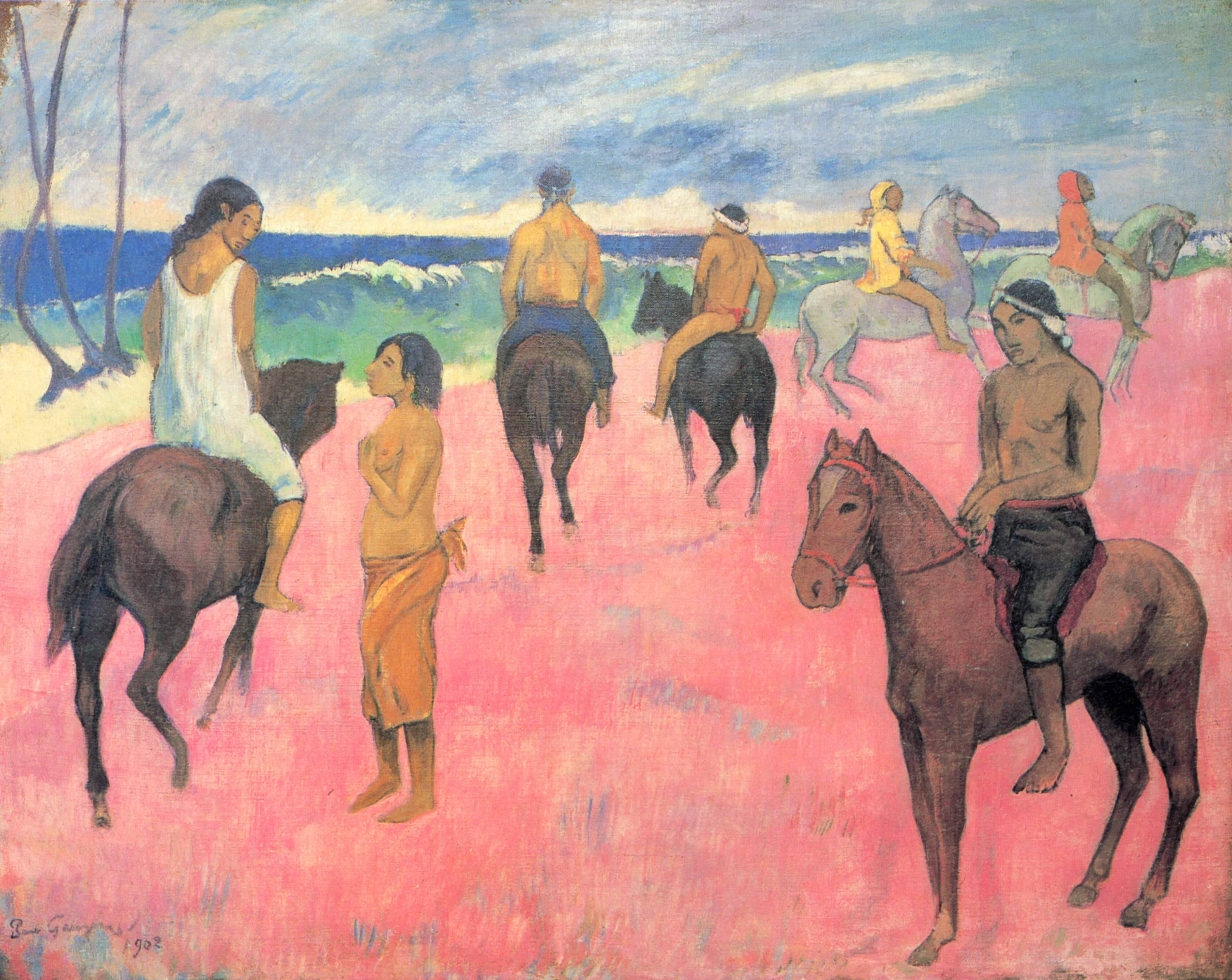
Paul Gauguin: Reiter am Strand II, Beschlagnahme aus Köln, Wallraf-Richartz-Museum, ohne Preisangabe von Göring erworben

Wenngleich das Faksimile der Harry-Fischer-Liste keine Abbildungen enthält, so gibt die Liste weitreichende Informationen über die Kunstpolitik im „Dritten Reich“ und die Verwertung und den Verbleib „Entarteter Kunst“ preis. Sie ist ein authentisches Sittenbild über den Umgang mit „Entarteter Kunst“.
Sie gibt Auskunft:

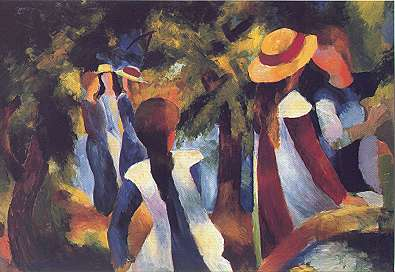
August Macke: Mädchen unter Bäumen, beschlagnahmt aus der Berliner Nationalgalerie und im Tausch von Emanuel Fohn erworben

1. über die Verwendung der beschlagnahmten Werke. Sie vermerkt Vernichtung, Verkauf, Tausch, Bestand oder auch Verwendung z. B. in der Ausstellung  „Entartete Kunst“ oder in der Ausstellung „Der Ewige Jude“, in der sich u. a. beschlagnahmte Werke von Marc Chagall befanden.
2. in welch großem Umfang, vor allem Druckgraphik, z. B. von Heinrich Ehmsen aus der Kunsthalle Bremen, oder auch Aquarelle z. B. von Emil Nolde aus der Nationalgalerie Berlin, aber  auch Ölbilder vernichtet wurden.

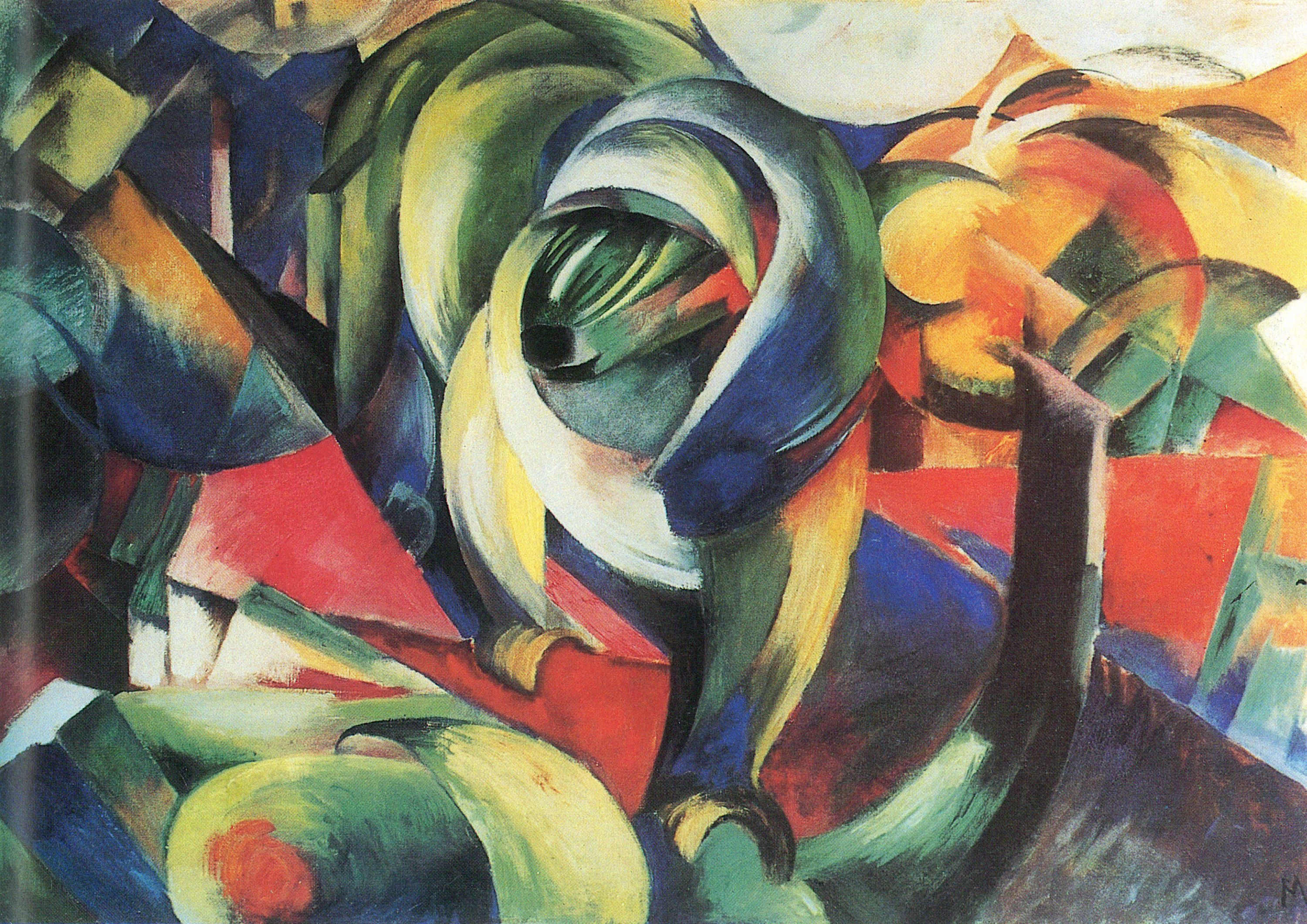
Franz Marc: Der Mandrill, beschlagnahmt aus der Hamburger Kunsthalle (Beschlagnahme-Inventarnummer 16132); von Emanuel Fohn durch Tausch erworben

3. über die Geringschätzung für den Wert von Druckgrafik, ganz gleich von welchem Künstler. Die Verkaufspreise waren so niedrig, dass die Preise mehr der Form als dem Erlös dienten, z. B. 3,6 Sfr für 17 Druckgrafiken von Lovis Corinth aus dem Berliner Stadtbesitz. Die Preise wurden fast ausschließlich in ausländischer Währung angegeben, da es Ziel der Verwertung der beschlagnahmten Werke und Auftrag an die Kunsthändler war, die beschlagnahmten Werke ins Ausland zu verkaufen.
4. darüber, dass die Nationalsozialisten aber den (internationalen) Wert der beschlagnahmten Werke sehr wohl kannten. Ein Selbstporträt von Van Gogh aus der Bayerischen Staatsgemäldesammlung wurde für 175.000 Sfr verkauft, eines der ersten beschlagnahmten Werke mit der Inventarnummer 5, Picassos, 2 Harlekine (s. a. Akrobat und junger Harlekin), für 80.000 Sfr. Auch Hermann Göring beanspruchte für seine Kunstsammlung Werke der „Entarteten Kunst“ z. B. das Bildnis von Dr. Gachet. Er erwarb laut Harry-Fischer-Liste auch van Goghs Gemälde Garten von Daubigny für 150.000 Reichsmark, das zuvor in der Berliner Nationalgalerie beschlagnahmt wurde.
5. darüber, dass die Bewertung als „Entartete Kunst“ der beschlagnahmten Bilder unterschiedlich war. Ein Hinweis darauf sind Rückgabevermerke, z. B. an die Bayerische Staatsgemäldesammlungen, die zwei Werke von Corinth, und das Ölgemälde Die Roten Rehe von Franz Marc zurück erhielten.
Vor allem aber gibt es auch Aufschluss über die beauftragten Verwerter und Verkäufer. Diese waren Bernhard A. Böhmer, Karl Buchholz, Hildebrand Gurlitt und Ferdinand Möller sowie Theodor Fischer, der die wertvollsten Arbeiten aufkaufte und versteigerte. Eine Ausnahme bildete der österreichische Kunstmaler und Kunstsammler Emanuel Fohn. Er erwarb zahlreiche Werke der „Entarteten Kunst“ im Tausch gegen Kunstwerke aus der eigenen Sammlung, die dem nationalsozialistischen Kunstverständnis entsprachen, darunter 25 Werke der Deutschrömer. Im stillschweigendem Einverständnis mit verantwortlichen NS-Kunstfunktionären wirkte Fohn treuhänderisch, um viele Werke vor dem internationalen Verkauf zu bewahren. Teile der Sammlung Sophie und Emanuel Fohn befinden sich heute im Besitz der Bayerischen Staatsgemäldesammlungen.